# Raisdorf
Raisdorf ist ein Stadtteil der Stadt Schwentinental in Schleswig-Holstein. Bis zum 29. Februar 2008 war es eine amtsfreie Gemeinde. Zum Stadtteil gehören die Ortsteile Raisdorf-Nord, Raisdorf-Süd, Karkkamp, Reuterkoppel, Hof Reuterkoppel, (Hellerkate) Vogelsang, Weinbergsiedlung, Gewerbegebiet Raisdorf-West (Ostseepark) und Gewerbegebiet Raisdorf-Nord. Eines der Wahrzeichen der Gemeinde ist die alte Räucherkate, die heute als Standesamt genutzt wird; bis zu einem Brand im Jahre 1995 wurde in der Kate auch noch geräuchert.

## Geographie und Verkehr
Raisdorf liegt an den Bundesstraßen 76 und 202 zwischen Kiel und Preetz. Die Bahnstrecke Kiel–Lübeck verläuft durch den Ort. Es halten dort die Regionalzüge RE83 und RB 84 an. Es besteht ein Halbstundentakt. Aufgrund der aktuellen Übernahme der Strecke durch den neuen Betreiber erixx Holstein ist die Verbindung nicht mehr konsistent. 

## Geschichte
Die ehemalige Gemeinde Raisdorf kann auf eine lange Geschichte zurückblicken. Gegründet wurde der Ort wahrscheinlich um das Jahr 1000. 1369 verkaufte Hinrich Blok seinen Besitz, einen größeren Bauernhof, an das Preetzer Kloster, in dessen Besitz der Hof auch etwa 500 Jahre blieb. Erst 1873 konnten sich die mittlerweile doch recht vielen Bauern frei entfalten.
In den beiden Weltkriegen hat auch Raisdorf schmerzhafte Verluste erlitten, vor allem durch die Nähe zum Reichskriegshafen Kiel, der Ziel der Alliierten war.
Noch heute erinnert ein Gedenkstein an die Opfer des Ersten Weltkrieges.
Im Jahr 1965 wurde Raisdorf eine amtsfreie Gemeinde. Am 1. September 1971 wurde ein Teil der Gemeinde Rastorf mit damals etwa 50 Einwohnern nach Raisdorf umgegliedert. Am 1. Januar 2008 übernahm Raisdorf im Rahmen einer Verwaltungsgemeinschaft die Verwaltung für das Amt Selent/Schlesen. Am 1. März 2008 wurde durch den Zusammenschluss der bisherigen amtsfreien Gemeinden Klausdorf und Raisdorf die neue Stadt Schwentinental gebildet.

## Politik

### Wappen
Das Wappen und die Flagge wurden am 16. August 1968 genehmigt.
Blasonierung: „Von Grün und Gold dreimal geteilt und ein Eichenzweig in vertauschten Farben.“
Das dem Gemeindewappen von Raisdorf zugrunde liegende Heroldsbild ist durch das Siegel des Knappen Hinrich Block angeregt worden, der den Ort bis 1369 besessen hat und ihn dann an das Kloster Preetz verkaufte. Das „redende“ Wappen des Adligen zeigte auf dem Schild zwei Querbalken. Der dem Heroldsbild aufgelegte Eichenzweig dient einerseits als Hinweis auf die ausgedehnten Waldungen im Gemeindegebiet, die zu einem großen Teil aus Eichen bestehen. Zum anderen stellt das „Eichenreis“ die volkstümliche Versinnbildlichung der ersten Silbe des Gemeindenamens („Rais“) dar. Die Auswahl der Farben berücksichtigt, dass die Gemeinde bis in die Gegenwart landwirtschaftlich geprägt ist. Die grüne Tinktur bezieht sich außerdem auf die genannten Waldstücke, die teilweise als Landschaftsschutzgebiete unter Schutz gestellt sind. Die goldene Farbe soll an die Farbe der Sonne erinnern; der Name der Hauptstraße der Gemeinde lautet „Sonnenhöhe“. Die formelle Verknüpfung der Wappenelemente durch ihre Darstellung „in vertauschten Farben“ macht den besonderen heraldischen Reiz des Wappens aus.
Das Wappen wurde von dem Brunsbütteler Heraldiker Willy „Horsa“ Lippert gestaltet.

### Flagge
In Grün vier schmale waagerechte gelbe Streifen, die beiden unteren durchgehende, die beiden oberen beginnend in der oberen Hälfte des Liek; in dieser der Eichenzweig des Wappens in Gelb.

### Partnerschaften
Die Gemeinde Raisdorf hatte bis 2003 eine Partnerschaft zur Stadt Uttoxeter in Staffordshire (Großbritannien). Diese wurde einseitig von Uttoxeter beendet. Jedoch wird eine Neuauflage erwogen. Weitere Partnerschaften, die teilweise von der örtlichen evangelisch-lutherischen Kirche initiiert sind, bestehen zu den Gemeinden Raisdorf (Gemeinde Pernegg) in Österreich und Schöneiche bei Berlin.

## Tourismus und Erholung
Der Schwentinepark bietet mit seinen 40 Hektar und einem angrenzenden Freibad zahlreiche Möglichkeiten zur Erholung. Zum Park gehört auch der Rosensee, ein Stausee für ein Wasserkraftwerk, welches von Bernhard Howaldt 1908/09 gebaut wurde (siehe auch Helix-Turmfischpass). Durch den Rosensee fließt die Schwentine, die in die Kieler Förde und damit in die Ostsee mündet. Seit 1984 ist der Altarm der Schwentine ein Naturschutzgebiet, das Bestandteil des Europäischen ökologischen Netzes Natura 2000 ist. 

## Wirtschaft

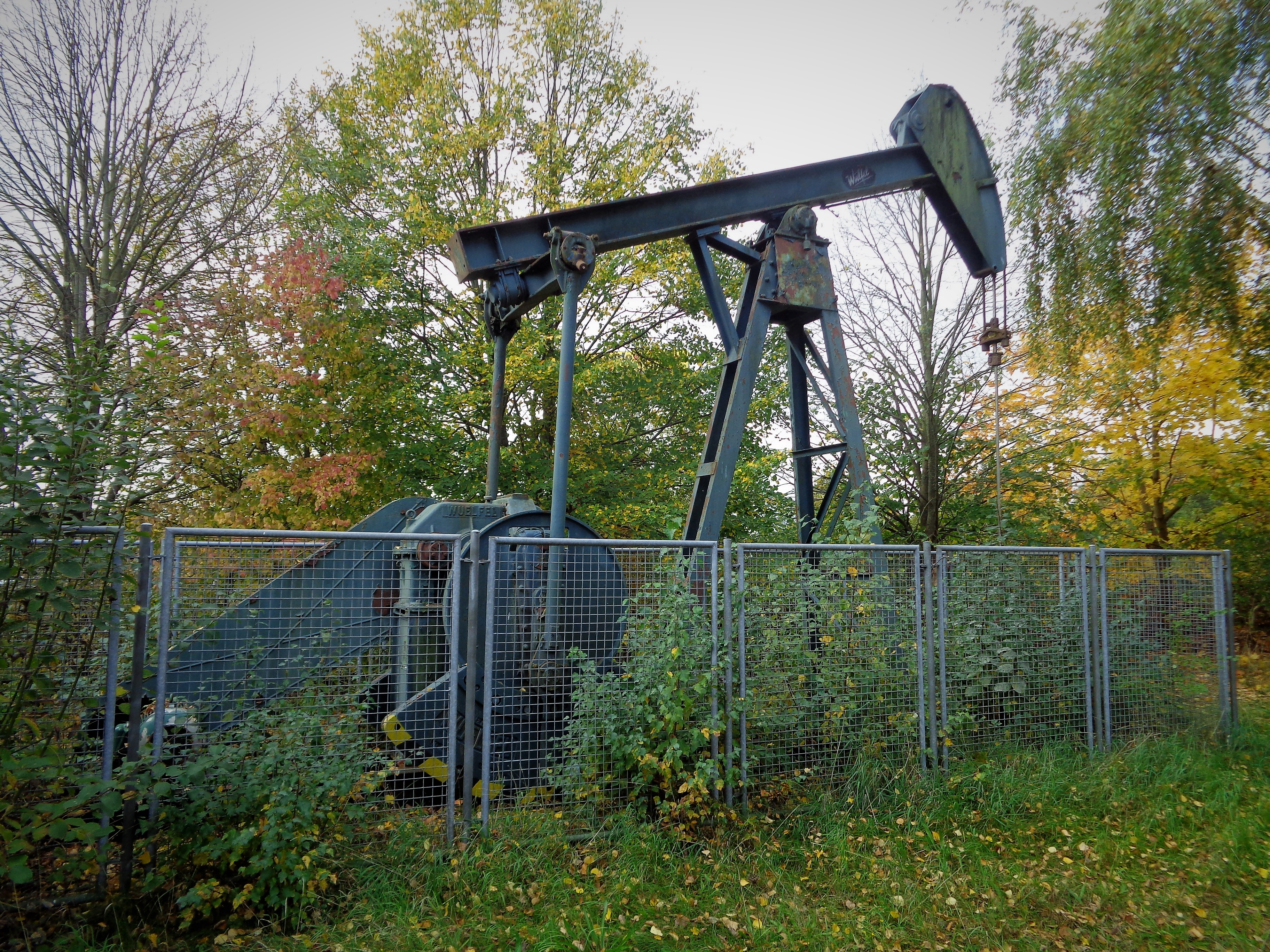
Erdölpumpe Raisdorf

Der Ortsteil Raisdorf besitzt ein großes Einkaufs- und Gewerbegebiet, den Ostsee-Park, in dem etliche große Fachhändler (für Elektronik, Kraftfahrzeuge, Werkzeug, Baubedarf, Möbel, Kleidung, Bürowaren, Importwaren usw.), Kaufhäuser und Filialen von Lebensmittelketten angesiedelt sind. Auch gibt es Schnellrestaurants und eine 4.000 m² große Diskothek, die Atrium Kiel genannt wird.
Dieses Einkaufsgebiet zieht Nutzen aus seiner Nähe zu Kiel. Das 1909 durch den Werftengründer Bernhard Howaldt erbaute Wasserkraftwerk II in Raisdorf produziert umweltschonenden Strom.
Von 1962 bis etwa 1985 wurde in Raisdorf Erdöl gefördert. Davon zeugt eine Erdölpumpe als Industriedenkmal.

## Schulen
Raisdorf hat eine Grundschule, eine Gemeinschaftsschule, eine Berufsfachschule für pharmazeutisch-technische Assistenten und eine staatliche Internatsschule für Körperbehinderte. Die nächsten Gymnasien sind in Elmschenhagen und Wellingdorf.

## Persönlichkeiten
- Der Chemiker Hans-Jürgen Arpe (1933–2018) wurde in Raisdorf geboren.
- Der Marineoffizier Fritz Lüdecke (1873–1931) starb in Raisdorf.
- Der Theologe und Hochschullehrer Jürgen Walter Becker (* 1934)  wohnte in Raisdorf.